# Pseudatteria
Pseudatteria es un género de polillas de la familia Tortricidae.

## Especies
- Pseudatteria analoga Obraztsov, 1966
- Pseudatteria anemonantha  Meyrick, 1932
- Pseudatteria ardoris  Obraztsov, 1966
- Pseudatteria baccheutis  Meyrick, 1924
- Pseudatteria bradleyi  Obraztsov, 1966
- Pseudatteria buckleyi  Druce, 1901
- Pseudatteria cantharopa  Meyrick, 1909
- Pseudatteria chrysanthema  Meyrick, 1912
- Pseudatteria cladodes  Walsingham, 1914
- Pseudatteria dictyanthes  Meyrick, 1936
- Pseudatteria dognini  Obraztsov, 1966
- Pseudatteria flabellata  Meyrick, 1912
- Pseudatteria fornicata  Meyrick, 1917
- Pseudatteria fumipennis  Dognin, 1904
- Pseudatteria geminipuncta  Walsingham, 1914
- Pseudatteria heliocausta  Dognin, 1912
- Pseudatteria igniflora  Meyrick, 1930
- Pseudatteria leopardina  Butler, 1872
- Pseudatteria maenas  Meyrick, 1924
- Pseudatteria marmarantha  Meyrick, 1924
- Pseudatteria metacapna  Meyrick, 1924
- Pseudatteria mimica  Felder, 1875
- Pseudatteria myriocosma  Meyrick, 1930
- Pseudatteria pantherina  Felder, 1875
- Pseudatteria potamites  Walsingham, 1914
- Pseudatteria pseudomaenas  Obraztsov, 1966
- Pseudatteria pulchra  Obraztsov, 1966
- Pseudatteria purpurea  Dognin, 1904
- Pseudatteria rivularis  Butler, 1875
- Pseudatteria shafferi  Obraztsov, 1966
- Pseudatteria splendens  Druce, 1901
- Pseudatteria symplacota  Meyrick, 1930
- Pseudatteria tremewani  Obraztsov, 1966
- Pseudatteria unciana  Dognin, 1904
- Pseudatteria volcanica  Butler, 1872